# Ernstia
Ernstia é um gênero de esponja marinha da família Clathrinidae. O gênero foi erguido em 2013 para conter cinco espécies previamente designadas para Clathrina. O nome do gênero homenageia, o naturalista alemão, Ernst Haeckel por suas contribuições para a taxonomia e a filogenia da esponja.

## Espécies
- Ernstia adusta (Wörheide & Hooper, 1999)
- Ernstia quadriradiata (Klautau & Borojevic, 2001)
- Ernstia sagamiana (Hôzawa, 1929)
- Ernstia septentrionalis (Rapp, Klautau & Valentine, 2001)
- Ernstia tetractina (Klautau & Borojevic, 2001)